# Muflahi
Muflahi és una tribu del Iemen a l'Alt Yafa. Antigament la regió ocupada per aquesta tribu va constituir el xeicat de Muflahi (apareix també com a Maflahi)
La tribu fou considerada depenent del sultà de Mahjabah i inclosa dins el Protectorat d'Aden (no consta cap tractat específic) i des del 1917 al Protectorat Occidental d'Aden. El 1964 la situació política era complexa. El sultà de l'Alta Yafa demorava la seva entrada a la Federació d'Aràbia del Sud i el seu estat i dependències havien estat incloses al Protectorat d'Aràbia del Sud junt amb els grans estats orientals i els protectorats dels dhiebi, amb xeics intractables poc disposats a canviar res. El xeic de Muflahi va considerar adequat l'ingrés a la federació i encara que no va obtenir el suport de cap més dels xeics de l'Alt Yafa, que van romandre lleials al sultà, fou admès com a membre pels britànics quedant de facto separat de l'Alt Yafa.
La federació va subsistir fins al 1967. A l'estiu d'aquest any la zona ja estava en poder del FLN i a final d'any es va proclamar la República Popular del Iemen del Sud, i Muflahi va passar a formar part de la muhafazah III (governació III) fins a la desaparició del Iemen del Sud el 1990.
Xeics
- Qasim al-Sakkaf vers 1850-1885
- Abd al-Rahman ben al-Qasim al-Sakkaf 1885 - 1920 `
- Qasim ben Abd al-Rahman 1920-1967